# 12 mai 1951
Le samedi 12 mai 1951 est le 132e jour de l'année 1951.

## Naissances
- Bertrand Lemoine, architecte, ingénieur et historien français
- Christian Peythieu, acteur français
- Eric Wauters (mort le 21 octobre 1999), cavalier international belge
- George Karl, entraîneur de basket-ball américain
- Gunnar Larsson, nageur suédois
- Gustaaf Hermans, coureur cycliste belge
- Hans-Jürgen Ziegler, athlète allemand
- Max Born, acteur britannique
- Michael Evans (mort le 11 juillet 2011), prélat catholique
- Olivier Lejeune, acteur français
- Sodsai Rungphothong, chanteur thaïlandais
- Stu Mittleman, athlète américain

## Décès
- Karl Spiewok (né le 13 décembre 1892), politicien allemand
- Léandre Dupré (né le 20 janvier 1871), personnalité politique française

## Événements
- Fin du championnat d'Europe de basket-ball 1951
- La Française Jacqueline Auriol, sur De Havilland Vampire, établit un record de vitesse sur 100 km de 818,181 km/h.